# 酒饭
酒饭（越南语：／），又称固体糯米酒（越南语：／）是一种来自越南南部地区，以糯稻制成的传统甜品。
为制备酒饭，先将煮熟的糯米与酵母混合，并卷成团子；将这些团子浸泡在加入了少量的糖和盐的米酒中。
在越南北部地区，有一种类似的，但较为黏稠，没有液体且不能搓成团子状的甜品叫做糯米酒。
在中国菜里也有一种类似的叫做醪糟的甜品。